# تویوتا پریوس (ایکس‌دبلیو۵۰)
نسل چهارم تویوتا پریوس (ایکس‌دبلیو۵۰) یک خودروی پلاگین هیبرید کامپکت ساخت تویوتا است. این خودرو برای اولین بار در سپتامبر ۲۰۱۵ در لاس وگاس معرفی شد و در تاریخ ۹ دسامبر ۲۰۱۵ برای مشتریان در ژاپن عرضه شد. این خودرو در بازار آمریکای شمالی در ژانویه ۲۰۱۶ و فوریه ۲۰۱۶ در اروپا رونمایی شد. تویوتا پیش‌بینی می‌کرد ماهانه ۱۲۰۰۰ خودروی نسل چهارم پریوس در ژاپن بفروشد و فروش سالانه آن نیز بین ۳۰۰٬۰۰۰ تا ۳۵۰٬۰۰۰ دستگاه باشد

## مشخصات فنی

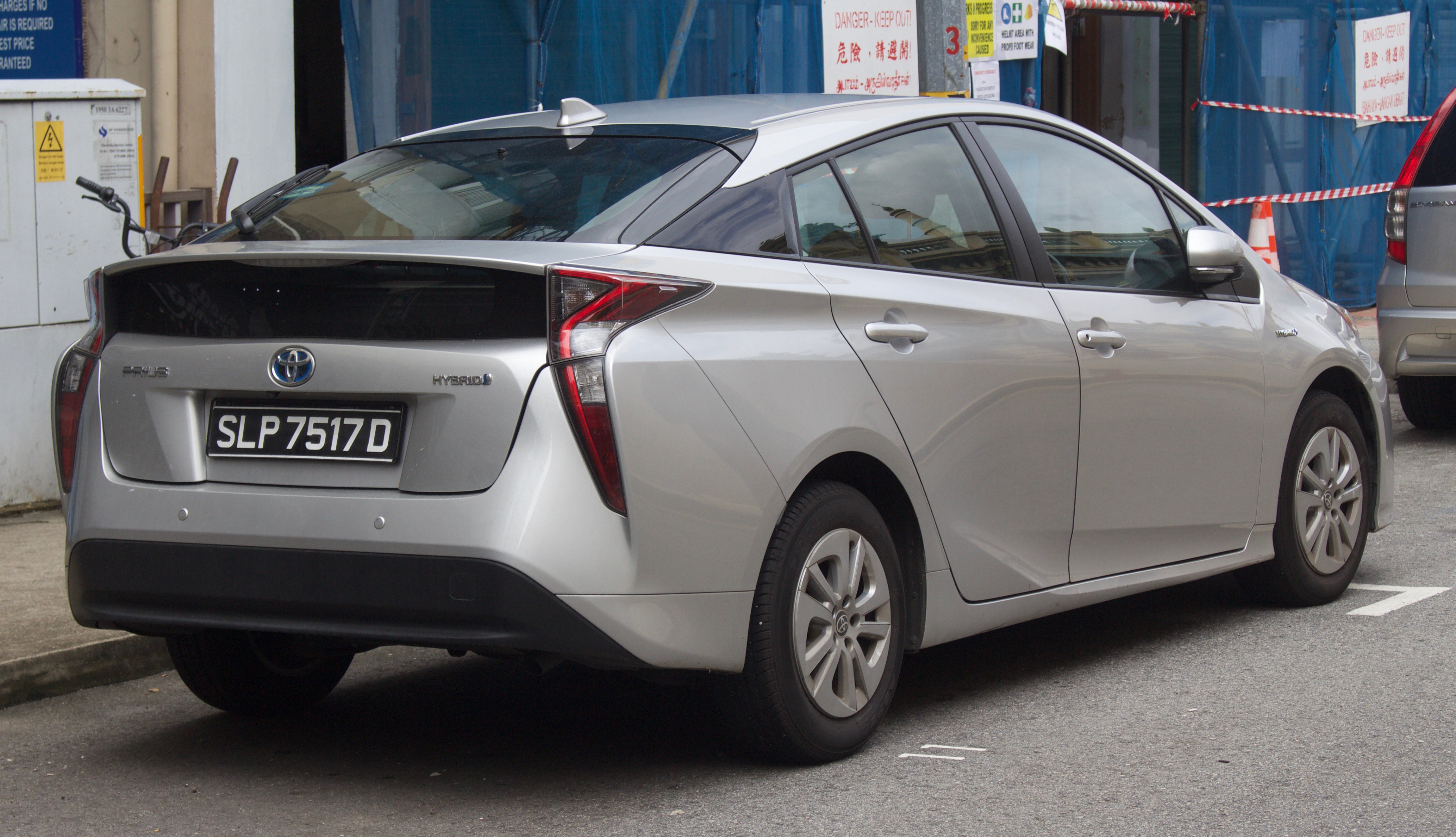
تویوتا پریوس هیبریدی ۲۰۱۷ (سنگاپور؛ پیش از فیس‌لیفت)

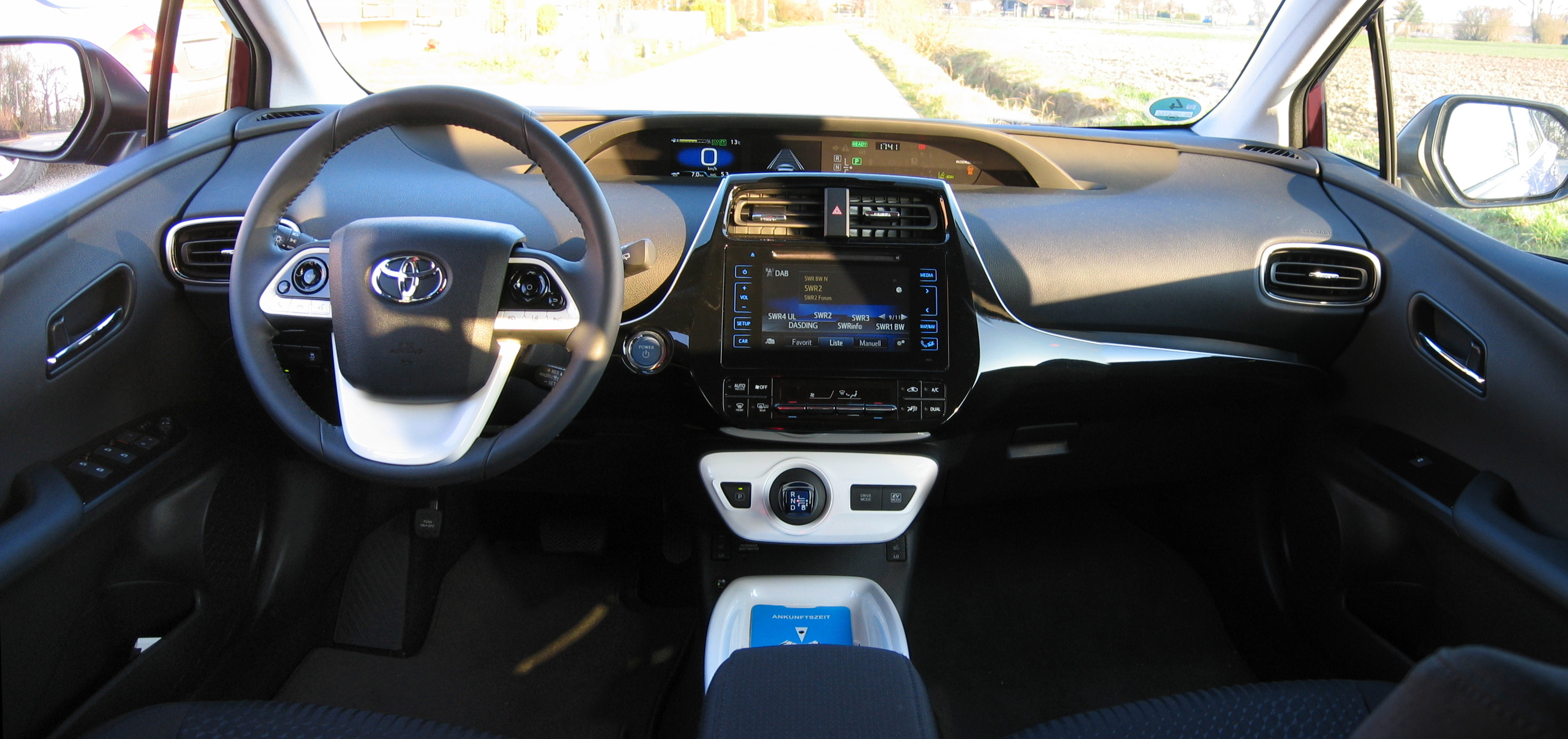
نمای داخلی

نسل چهارم پریوس به گونه ای طراحی شده بود که دارای وزن کمتری و هزینه کمتری است، این وزن کم صرفه جویی قابل توجهی در مصرف سوخت ایجاد می‌کند. این اهداف از طریق توسعه نسل جدیدی از پیشرانه‌ها با پیشرفت‌های چشمگیر در فناوری‌های باتری، موتور الکتریکی و موتور بنزینی به دست آمد. نسل چهارم پریوس همچنین از یک بسته باتری لیتیوم یونی ۰٫۷۵ کیلووات ساعتی که چگالی انرژی بالاتری نسبت به باتری هیدرید فلز نیکل و فلز ۱٫۳ کیلووات ساعت را دارد استفاده می‌کند.

## نگارخانه

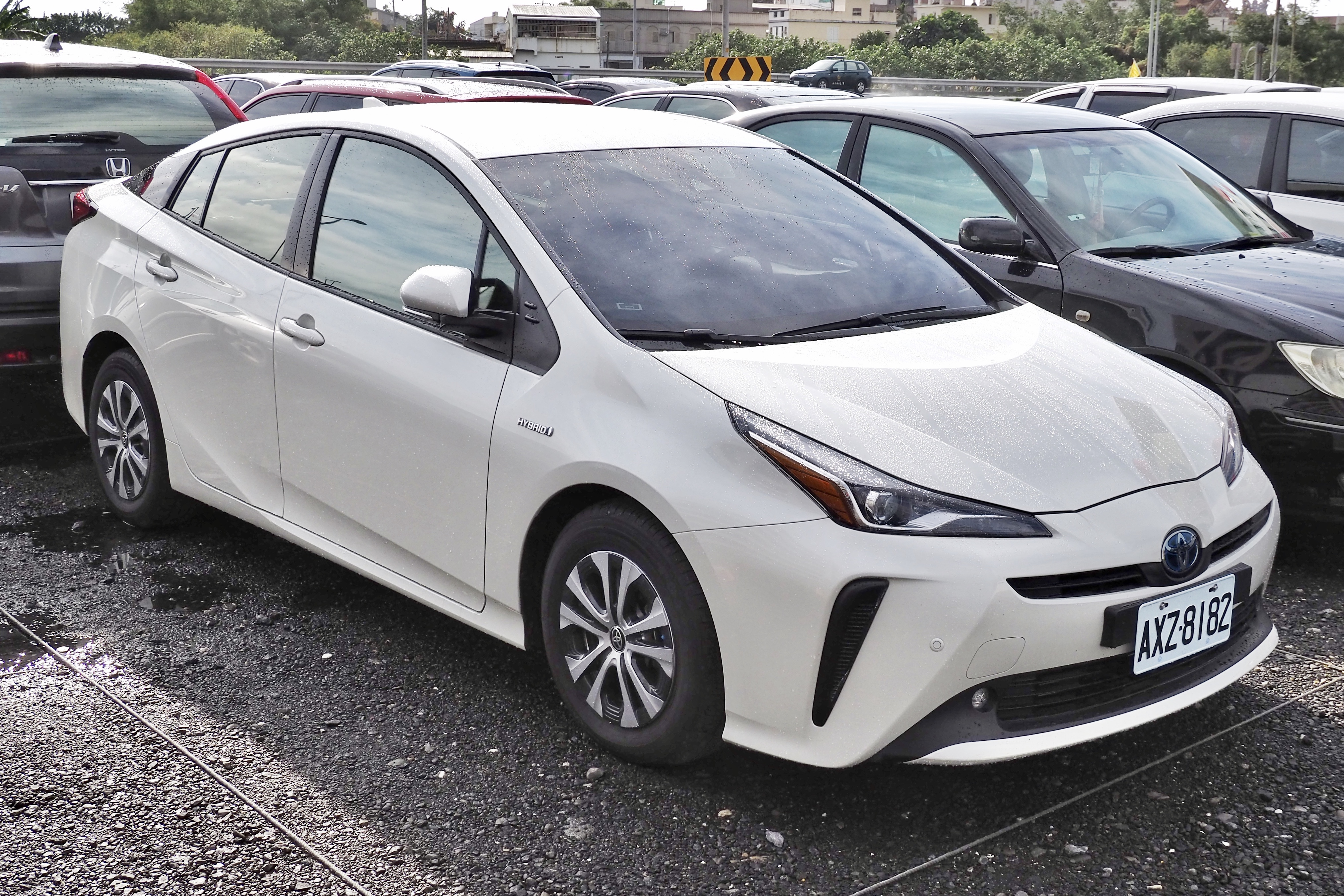
تویوتا پریوس ۲۰۱۸ (فیس لیفت، تایوان)

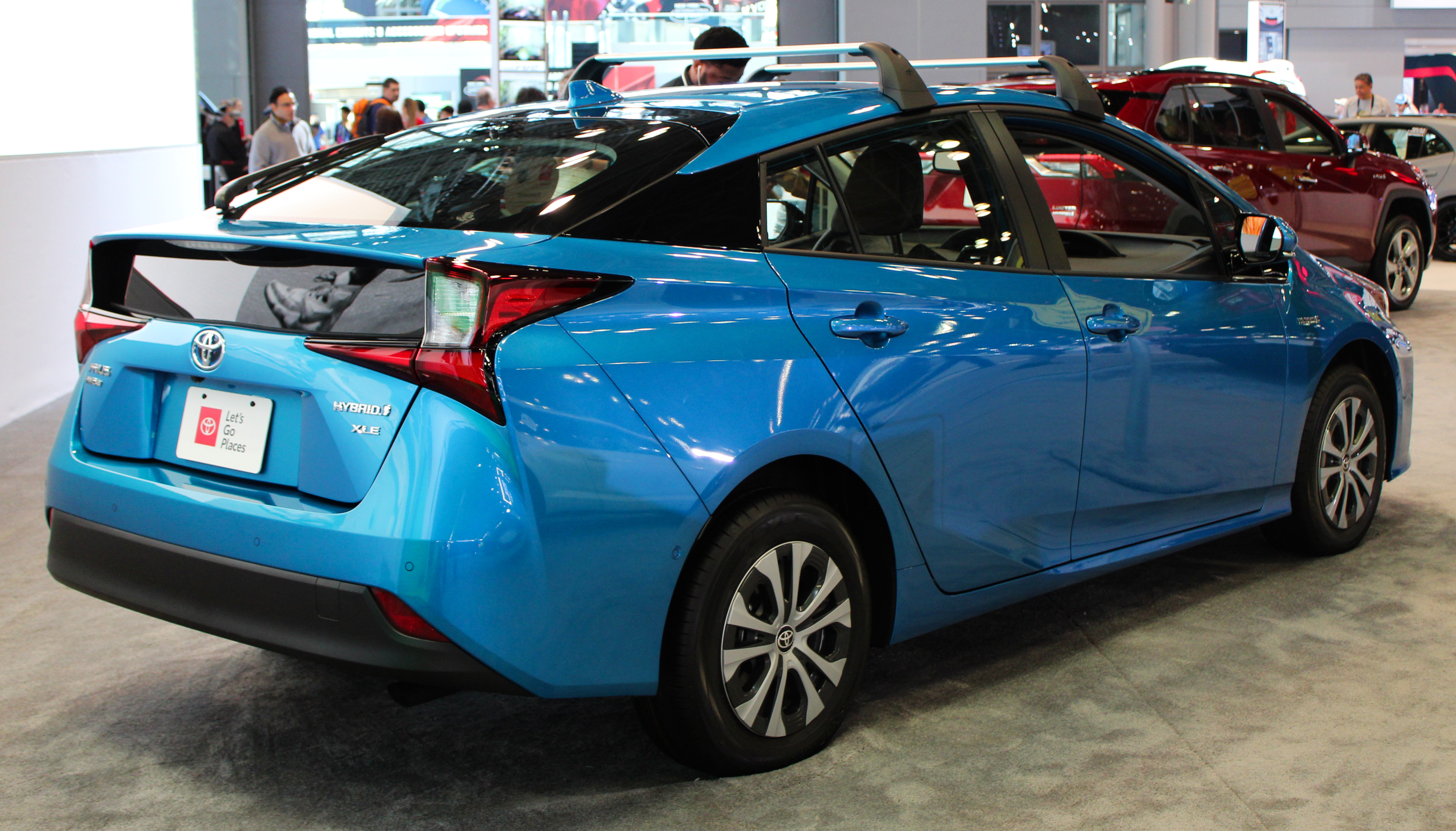
تویوتا پریوس ۲۰۱۹ (فیس لیفت، ایالات متحده)